# Drummond (regionalna gmina hrabstwa)
Drummond – regionalna gmina hrabstwa (MRC) w regionie administracyjnym Centre-du-Québec prowincji Quebec, w Kanadzie. Stolicą jest miasto Drummondville. Składa się z 18 gmin: 1 miast, 10 gmin, 1 wsi i 6 parafii.
Drummond ma 98 681 mieszkańców. Język francuski jest językiem ojczystym dla 96,9%, angielski dla 1,2% mieszkańców (2011).